# Marco Scapinello
Marco Scapinello (Cortina d'Ampezzo, 18 febbraio 1964) è un allenatore di hockey su ghiaccio ed ex hockeista su ghiaccio italiano, di ruolo attaccante.
Mancino, giocatore nel ruolo di ala sinistra ha fatto parte della nazionale italiana maschile di hockey su ghiaccio.

## Carriera agonistica

### Squadre
Ha iniziato la sua carriera da atleta (1986, anno di esordio in prima squadra, ed il 2003) con la SG Cortina, squadra di cui è divenuto, dopo aver appeso i pattini al chiodo, allenatore del settore giovanile.
In seguito gioca una stagione nell'HC Bolzano partecipando all'Alpenliga per la prima volta ed arrivando in finale al campionato italiano di hockey su ghiaccio contro l'HC Devils Milano che vincerà lo scudetto.
Le due stagioni successive (1993-1995) Scapinello gioca nell'HC Lions Courmaosta nel campionato di serie A (eliminati tutti e due gli anni in semifinale) e nell'Alpenliga.
Nella stagione 1995-1996 Marco gioca con l'AS Mastini Varese Hockey nel campionato italiano di serie A (sempre eliminato in semifinale) e nell'Alpenliga.
La stagione successiva (1996-1997) torna con l'HC Lions Courmaosta che nel frattempo era retrocesso in serie A2.
Nella stagione 1999-2000 Scapinello giocherà l'ultima sua stagione in serie A con l'HC Valpellice, per poi terminare la sua carriera in serie A2 prima con la SG Cortina (2001-2002) e pio con l'HC Torino (2002-2003).

### Nazionale
Dal 1989 al 1992 ha fatto parte della nazionale di hockey su ghiaccio maschile dell'Italia, partecipando anche alle Olimpiadi di Albertville e ai campionati mondiali di serie B del 1989, 1990 e 1991.

### Allenatore
Nel 2003 lascia l'agonismo e diventa allenatore del settore giovanile dell'HC Torino fino al 2010, anno in cui torna a Cortina d'Ampezzo e diventa allenatore del settore giovanile della Sportivi Ghiaccio Cortina, dapprima assieme a Franco Dell'Osta, poi da solo. Ha allenato in seguito l'Ice Hockey Club Draghi Torino ed è stato assistant coach nel Real Torino.
Ha allenato per una stagione (2016-2017) il Feltreghiaccio in seconda serie. Nel maggio del 2018 ha preso il posto di Elmar Parth sulla panchina del Bressanone neopromosso in Italian Hockey League. Dal 2019 al 2023 ha allenato il Pieve di Cadore in terza serie, prima di tornare in Italian Hockey League, questa volta sulla panchina dell'Alleghe.